# Jean-Louis Esquivié
Jean-Louis Esquivié, né en 1941, est un officier, général de division  de la gendarmerie.

## Affaire des écoutes de l'Élysée
Lieutenant-colonel en 1982, il fut choisi par Christian Prouteau pour le seconder à la tête de la cellule antiterroriste de l'Élysée, à l'origine de l'affaire des écoutes de l'Élysée. Du fait du caractère illégal de certaines écoutes, il est finalement condamné en novembre 2005 à quatre mois de prison avec sursis et 3 000 euros d'amende.